# Icacos (Puerto Rico)
Cayo Icacos es una isla o cayo de la costa noreste de Fajardo en Puerto Rico,  al noroeste de Cayo Ratones y Cayo Lobos.
La pequeña isla es parte de la Reserva Natural Cayos de la Cordillera y está bajo la jurisdicción del Departamento de Recursos Naturales y Medio Ambiente de Puerto Rico. Es un destino de buceo popular, también son practicadas diversas actividades deportivas y recreativas.
En los años pasados se veía producción minería en el sur de la isleta de una cantera de piedra caliza.